# Мој стан
„Мој стан” је југословенски кратки филм из 1963. године. Режирао га је Звонимир Берковић који је написао и сценарио.

## Улоге
| Глумац       | Улога |
| ------------ | ----- |
| Љиљана Генер |       |
| Иво Кадић    |       |
| Иван Узелац  |       |